# Троїцький розкоп

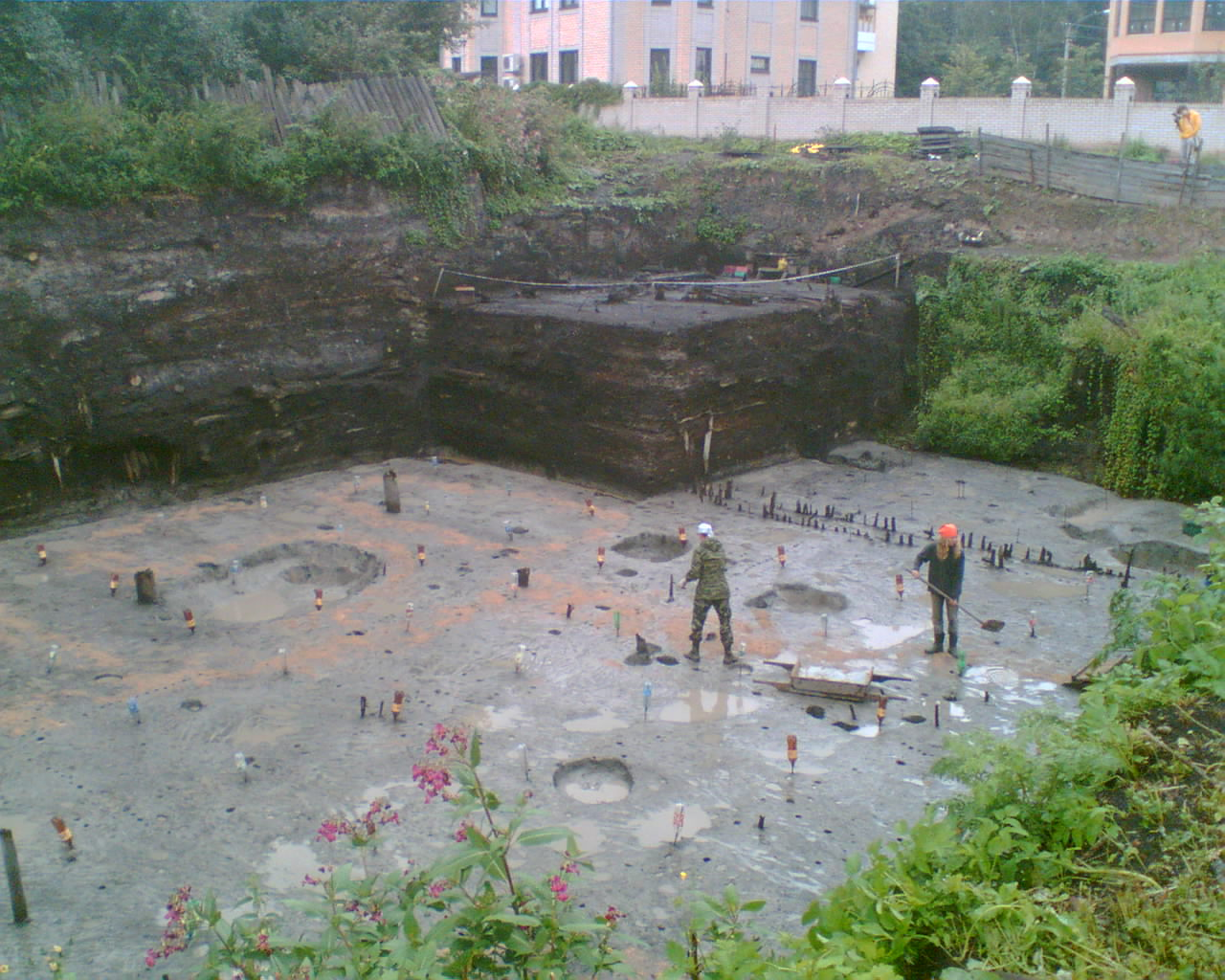
Так званий Троїцький розкоп.Великий Новгород, Гончарний кінець.

Троїцький розкоп (рос. Троицкий раскоп) — археологічна пам'ятка в місті Великий Новгород, розташована в Гончарному (Людиному) кінці.

## Назва
Археологічна пам'ятка отримала власну назву від церкви Святої Трійці, що розташована неподалік на вулиці Троїцько-Пробойна. Це старовинний, південно-західний район міста — Людин або Гончарний кінець. Первісна церква виникла тут ще 1365 року.

## Історія пам'ятки
Розкопки почалися на цій земельній ділянці 1973 року. Їх керівником був Янін Валентин Лаврентійович. До війни 1941—1945 років розкопок на цій території ніколи не проводили. Земельну ділянку забудували двома кам'яними будівлями, одна з яких проіснувала тут до 1976 року. Інший будинок зник, а на земельній ділянці створили городи. Це дещо пошкодило верхні культурні шари, які залишились неушкодженими лише на західній ділянці. Найдавніший культурний шар на ділянці датують 20-30-ми роками 10 століття н.е.

## Археологічні знахідки на ділянці

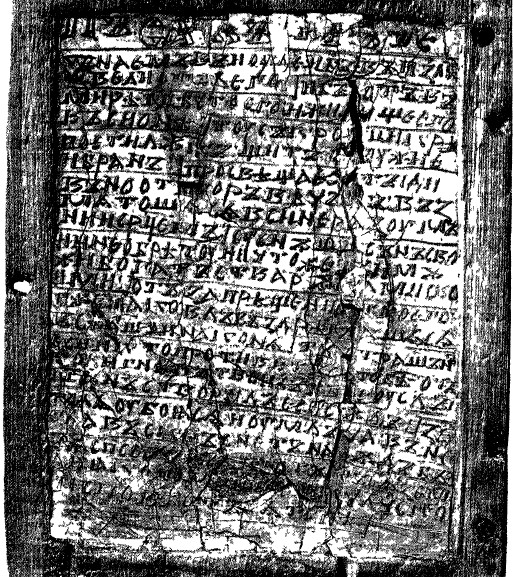
Псалом 75, початок. Новгородський кодекс.

Археологічні знахідки на Троїцькому розкопі приємно здивували багатобарвністю і науковою вартістю. Серед знахідок - побутові речі, посуд, військовий та сільськогосподарський реманент. Адже на ділянці впродовж  існувало більше двадцяти міських садиб 11—14 століть. Унікальна знахідка Новгородського кодексу 11 століття ( чотирьох дерев'яних стулок з покриттям воском) спонукала дослідників визнати тут також існування школи, яку наказав заснувати ще 1030 року князь Ярослав Мудрий. Новгородський кодекс на початок 21 століття став найдавнішою слов'янською книгою на теренах Росії.
Саме на Троїцькому розкопі знайдена садиба художника— іконописця 11 століття Олисея Гречина. Гречин — це прізвисько, що наводить на думку, що митець був греком з Візантії. Але відомі випадки, коли гречином іронічно кликали і місцевих мешканців. Саме на Троїцькому розкопі було  знайдено більше чотирьох сотень нових берестяних грамот. Ще влітку  2010 року культурний шар  12 - 13 століть подарував науковцям  1000-ну  берестяні грамоту, віднайдену в Великому Новгороді..

## Свята і музеєфікація
Троїцкий розкоп донині діючий. Загальна площа розкопу збільшена з первісних 320 м² до 800 м².
З 2008 року Троицкий розкоп став музеєфікованим об'єктом, де проводять екскурсії (з 11 червня до 17 вересня щоденно, окрім понеділка). За підрахунками «Центру розвитку туризму „Красная Изба“» за період 2008–2010 років Троїцький розкоп відвідали 6637 туристів.
З літніх місяців 2008 року на ділянці розкопа запрацював «Театр часу» — це експозиція просто неба з дозволом для відвідувачів під наглядом керівництва спускатися на материковий шар, тобто на рівень ґрунту, котрий мало місто на 10 століття н. е..